# Elephantomyia tasmaniensis
Elephantomyia tasmaniensis là một loài ruồi trong họ Limoniidae. Chúng phân bố ở miền Australasia.